# Claes Thelander
Claes Fredrik Vilhelm Thelander (født 14. januar 1916 i Helsingborg, død 12. december 1999) var en svensk skuespiller, der medvirkede i mere end 40 film og tv-serier mellem 1938 og 1993.

## Udvalgt filmografi
- Julia på glatis (1938)
- Vi kommer med musik! (1942, ukrediteret)
- Tag dig af Ulla (1942)
- Hjertets Refrain (1943)
- En ugift mor (1944)
- Mit folk er ikke dit (1944)
- Sol over Skåne (1944)
- Foreign Intrigue (tv-serie, 1953-1954)
- Nattens børn (1956, ukrediteret)
- På viften i storbyen (1957, ukrediteret)
- Op med moralen (1958)
- Halstørklædet (tv-serie, 1962)
- Elskende par (1964, ukrediteret)
- De svenske vildkatte (1972)
- Strandvaskeren (tv-serie, 1978)
- Varning för Jönssonligan (1981)
- Nya Dagbladet (tv-serie, 1985)
- Gösta Berlings saga (tv-serie, 1986)
- Den svarta cirkeln (tv-serie, 1990)
- Chefen fru Ingeborg (tv-serie, 1993)